# Phloeoditica curtus
Phloeoditica curtus is een keversoort uit de familie snuitkevers (Curculionidae). De wetenschappelijke naam van de soort werd in 1925 gepubliceerd door Hans Eggers.